# Aimée Kabila Mulengela
Aimée Kabila Mulengela (24 de julho de 1976 – 16 de janeiro de 2008) foi a suposta filha natural de Laurent-Désiré Kabila, presidente da República Democrática do Congo (RDC). Ela foi morta em sua casa por intrusos armados em 16 de janeiro de 2008. Embora tivesse recebido um passaporte diplomático como filha de Kabila, após sua morte o governo alegou que ela não tinha parentesco com o ex-presidente.

## Vida
Aimée Kabila Mulengela era considerada filha natural do presidente Laurent-Désiré Kabila e Zaïna Kibangula e seria, portanto, meia-irmã do presidente Joseph Kabila. Ela nasceu em 24 de julho de 1976 em Kipushi, República Democrática do Congo. Laurent-Désiré Kabila foi assassinado em 16 de janeiro de 2001 em Kinshasa e foi sucedido dez dias depois por seu filho Joseph Kabila.
O irmão de Aimée, Etienne Taratibu Kabila, deixou Kinshasa secretamente em janeiro de 2002 para a África do Sul. Ele queria levar Aimée consigo, mas isso não foi possível, pois ela era mãe de quatro filhos. Em 25 de fevereiro de 2005, Aimée casou-se com Alain Mayemba Bamba, conhecido como "Barracuda". Um passaporte diplomático foi-lhe emitido em nome de "Aimée Kabila" em 7 de abril de 2005.
Em 30 de dezembro de 2005, Aimée Kabila Mulengela foi levada de sua casa em Kinshasa/Ngaliema pela polícia dos Serviços Especiais e soldados da Deteção Militar de Atividades Antipátria (DEMIIAP) e detida por 52 dias. Um relatório da organização não governamental "La voix des sans-voix" (VSV; Voz dos Sem Voz) informou que seu ex-marido Alain Mayemba Bamba ordenou a detenção, que teria sido apoiada por Sifa Mahanya, mãe do presidente Joseph Kabila. No dia seguinte à sua detenção, seu bebê de seis meses foi-lhe tirado em sua cela e desapareceu. Ela foi libertada em 24 de fevereiro de 2006. Os bens levados no momento de sua prisão, incluindo dinheiro, joias, passaportes e outros documentos, não foram devolvidos.

## Assassinato
Aimée Kabila Mulengela foi morta na frente de seus filhos em sua casa em Mont Ngafula, Kinshasa, na manhã de 16 de janeiro de 2008. Na manhã anterior ao assassinato, os homens armados em uniformes da Polícia Nacional Congolesa que estavam destacados para guardar a casa foram removidos. Ela parece ter sido torturada antes de ser baleada por dois homens armados que invadiram sua casa. De acordo com seus filhos e vizinhos, vários jipes estavam estacionados do lado de fora da casa no momento, e o corpo no necrotério apresentava ferimentos de faca e marcas de tortura. Ela deixou seis filhos: Astrida Kabila (15 anos), Branly Kabila (13), Petit-Aimé Kabila (10), Mechak Kabila (8), Victor Kabila (6) e Victorine Aline Bamba (3).
Antes do seu assassinato, Aimée Kabila questionava o futuro da propriedade de Laurent-Désiré Kabila e a identidade dos seus herdeiros. Ela declarou que se sentiu ameaçada e pediu proteção das Nações Unidas na República Democrática do Congo. O irmão de Aimée, Etienne Taratibu Kabila, denunciou o assassinato no dia seguinte de seu local de exílio na África do Sul, acusando a guarda presidencial pelo homicídio. Sua família foi posteriormente sujeita a ameaças e intimidações que os fizeram temer reivindicar o corpo e organizar um funeral.
Floribert Chebeya, presidente do VSV, que estava investigando a morte, disse que temia que a polícia estivesse tentando pressioná-lo ao convocá-lo para um acidente de trânsito que havia acontecido quase um ano antes. Floribert Chebeya foi morto em 3 de junho de 2010. Ele havia recebido ordens para se encontrar com o chefe da polícia nacional e havia enviado uma mensagem para sua esposa dizendo que estava na  sede policial para a reunião, mas desconhece-se o que aconteceu depois. Seu corpo parcialmente despido foi encontrado mais tarde no banco de trás de seu próprio carro. Chebeya ainda estava investigando a morte de Aimee e estava envolvido em outras atividades indesejáveis para o governo.

## Posição do governo
A história oficial era que os dois assassinos eram simplesmente ladrões que tinham comprado uma arma de um desertor do exército ou da polícia, e Aimée Kabila Mulengela tinha sido baleada acidentalmente. Dois suspeitos foram presos em 25 de janeiro de 2008 e o ataque foi reencenado dois dias depois. O general Oleko, inspetor provincial da polícia em Kinshasa, disse durante uma entrevista coletiva que a vítima não tinha ligação com a família presidencial e que ele não reconheceu que ela tinha o nome de Kabila. De acordo com o embaixador Théodore Mugalu, a vítima se chamava Aimée Mulengela Koko, com um pai de Kivu do Norte e uma mãe de Equateur. O nome Aimée Kabila foi assumido falsamente.
Em 12 de fevereiro de 2013, o porta-voz do governo e ministro da mídia Lambert Mende Omalanga afirmou que Etienne Kabila estava envolvido em uma conspiração contra a República Democrática do Congo que havia sido frustrada pelas autoridades sul-africanas. Também disse que Etienne Kabila era na verdade Etienne Kitsa, filho de Raphael Kianzoluka de Bandundu e Françoise Kitsa Kikapu de Kivu do Sul. Ele repetiu que Aimée Mulengela Kabila era na verdade Aimée Mulengela, filha de um sargento da antiga Gendarmaria Nacional Zaireana com sede em Kipushi. Ela havia recebido um passaporte diplomático com base em sua alegação de ser filha do ex-presidente. Usando esta identidade, começou uma relação familiar com Alain Barracuda, um patrono da música congolesa que tentava aproximar-se da família presidencial. Prosseguiu declarando que Barracuda, tendo descoberto que havia sido enganado para investir grandes somas de dinheiro com base em sua identidade falsa, havia providenciado eliminá-la fisicamente na noite de 15 de janeiro de 2008. Quando questionado sobre a possibilidade de usar testes de DNA para encerrar o assunto, Lambert Mende rejeitou veementemente a opção, dizendo que seria uma perda de tempo e dinheiro.